# Adelphia ochripunctella
Adelphia ochripunctella är en fjärilsart som beskrevs av Dyar 1908. Adelphia ochripunctella ingår i släktet Adelphia och familjen mott. Inga underarter finns listade i Catalogue of Life.